# Lanišče
Lanišče este o localitate din comuna Škofljica, Slovenia, cu o populație de 228 de locuitori.